# Štěpán Český (františkán)
Štěpán Český byl františkánský mnich a člen papežské mise do Mongolské říše v letech 1245–1247.

## Život
Patřil k řádu františkánů. 16. dubna 1245 vyrazil z Lyonu s poselstvem vedeným františkánem Giovannim Carpinim s poselstvem papeže Inocence IV. za vládcem Mongolské říše. Přes Čechy putovali na území vévody Boleslava II. Slezského, kde se k nim ve Vratislavi připojil mnich Benedikt Polský. V Tatarské historii, cestopise z výpravy psaného Carpinim, je jednou zmíněn jistý Ceslaus, rovněž pocházející z Čech, může se ale jednat o osobu Štěpána.
Štěpán onemocněl nedaleko za Kyjevem. Špatný zdravotní stav mu nedovolil jít dále, od výpravy se tedy odpojil a zůstal v Mongoly okupované Kumánii, možná jako rukojmí. Již s výpravou nenavštívil dvůr chána Batúa, vládce Zlaté hordy, ani dvůr chána Güyüka.
Zdá se, že Štěpána mise vyzvedla při svém návratu během roku 1247, což vyplývá ze zmínek v Tatarské historii. Další zprávy o jeho životě a činnosti pak chybí.